# Leptotarsus (Macromastix) zeylandiae
Leptotarsus (Macromastix) zeylandiae is een tweevleugelige uit de familie langpootmuggen (Tipulidae). De soort komt voor in het Australaziatisch gebied.